# فرودگاه اسکای‌دایو هیوستون
فرودگاه اسکای‌دایو هیوستون (به انگلیسی: Skydive Houston Airport) یک فرودگاه خصوصی بهره‌برداری هوایی است که یک باند فرود آسفالت دارد و طول باند آن ۱۲۷۷ متر است. این فرودگاه در شهر والر، تگزاس کشور ایالات متحده آمریکا قرار دارد و در ارتفاع ۷۲ متری از سطح دریا واقع شده است.